# ハネナシコロギス
ハネナシコロギス（羽無蟋蟋螽、Nippancistroger testaceus）は、バッタ目コロギス科の昆虫。コロギスより小型で成虫になっても羽を欠く。

## 形態
体長15-18mm前後。メスはオスより大きい。体は赤みがかった黒褐色、頭部から前胸は橙色から黄褐色、脚は薄い赤褐色。前・中脚脛節には棘が並ぶ。この棘は捕食行動の際用いる他葉を綴る際抱え込むようにして滑り止めの役目を果たす。後脚はあまり長くなく、腿節もあまり膨らまない。このため跳躍力はさして強くないが、危険を感じると跳躍した後素早く走って逃げる。頭部には非常に長い触角を備え、複眼は黒色、単眼は退化している。羽も退化して完全になくなってしまっている。オスの腹部の横に小さな棘状の突起（やすりの代わり）が並んでおり、後脚腿節内側にある筋状の堅い部分と共に発音器の役割を果たす。産卵管は褐色で棒状。腹部とほぼ同じ長さで著しく上方に向かって反っている。

## 分布
北海道、本州（佐渡島、隠岐、対馬を含む）、四国、九州、南西諸島（トカラ列島以南）。

## 生態
平地から亜高山帯までの広葉樹林に生息し、特にブナ科樹木に依存する傾向が強い。コロギスが樹冠部を主な生息場所としているのに対し、本種は森林縁及び森林床部の下草を主な生息場所としている。個体数もコロギスよりも多く自然度がある程度高ければ普遍種となる。
昼間は自ら出した糸で綴り合わせた葉に潜み、夜間這い出してきて行動する。クモの中にも同じように葉を綴って昼間その中に潜む種類が居るが、クモはコロギスのように葉を噛み切ることが出来ないため、住居による区別は容易である。また本種の糸には粘りけがない。
主に動物質を食べるが、自分より小さな昆虫の他、地面で轢かれて死んだ虫なども食べる。また樹液や蜜や果実、アブラムシやカイガラムシの排泄物など甘みのある物を好んで摂取する。コロギスよりも若干捕食傾向は弱く、飼育下では動物質は乾燥飼料のみでも生育可能である。
コロギスのように威嚇をすることはなく、危険を感じると跳躍後素早く走って逃げ、隙間が有ればコオロギのように潜り込んで隠れる。しかし、手でつまんだりすると激しく抵抗し、噛みついてくる。
オスは歩き回りながら時々立ち止まって腹部-脚部に備えた発音器を用いて発音し、メスの気配を感じると脚で物を叩くようにして発音する（タッピング）。タッピングはメスも行い、お互いにタッピングを繰り返し交尾に至る。メスは産卵管を用いてブナ科の朽ちた材に卵を1つずつ産み付ける。幼虫は7-8月頃孵化し、亜終齢幼虫の少し手前まで成長して越冬する。地上の落ち葉や地面近くの葉を綴ってその中で冬の間を過ごす。羽がないため成虫と幼虫の区別が紛らわしいが幼虫は成虫と色彩が若干異なり、赤みが無く灰色がかった色彩である。翌年4月頃活動を再開し、6月頃成虫になる。

## 分類

### 日本の同属種
- オオハネナシコロギス Nippancistroger izuensis Ichikawa, 2001

本州（伊豆半島周辺）、伊豆諸島（利島、新島、神津島、三宅島、八丈島）

### 近似種
- コロギス
- コバネコロギス